# Springfield (Maine)
Springfield ist eine Town im Penobscot County des Bundesstaates Maine in den Vereinigten Staaten. Im Jahr 2020 lebten dort 293 Einwohner in 259 Haushalten auf einer Fläche von 99,79 km².

## Geografie
Nach dem United States Census Bureau hat Springfield eine Gesamtfläche von 99,79 km², von der 99,66 km² Land sind und 0,13 km² aus Gewässern bestehen.

### Geografische Lage
Springfield liegt im Osten des Penobscot County. Durch den nordwestlichen Teil fließt in nördliche Richtung der Wings Mill Stream, der in den Mattakeung Stream mündet. Mehrere kleine Flüsse fließen durch das Gebiet der Town. Im Südosten grenzt der Lowell Lake und im Süden der Lombard Lake an. Die Oberfläche ist leicht hügelig, die höchste Erhebung ist der 215 m hohe Weatherbee Hill.

### Nachbargemeinden
Alle Entfernungen sind als Luftlinien zwischen den offiziellen Koordinaten der Orte aus der Volkszählung 2010 angegeben.
- Norden: Webster, 7,5 km
- Nordosten: Prentiss, Unorganized Territory, 14,0 km
- Osten: Carroll, 11,7 km
- Süden: Lakeville, 12,7 km
- Südwesten: Twombly Ridge, Unorganized Territory, 12,9 km
- Westen: Lee, 10,0 km
- Nordwesten: Winn, 13,9 km

### Stadtgliederung
In Springfield gibt es drei Siedlungsgebiete: South Springfield, Springfield und Wright`s Mills.

### Klima
Die mittlere Durchschnittstemperatur in Springfield liegt zwischen −11,1 °C (12 °F) im Januar und 20,6 °C (69 °F) im Juli. Damit ist der Ort gegenüber dem langjährigen Mittel der USA um etwa 9 Grad kühler. Die Schneefälle zwischen Oktober und Mai liegen mit bis zu zweieinhalb Metern mehr als doppelt so hoch wie die mittlere Schneehöhe in den USA; die tägliche Sonnenscheindauer liegt am unteren Rand des Wertespektrums der USA.

## Geschichte
Die Besiedlung des Gebietes startete 1830. Die nördliche Hälfte des Gebietes war ein Grant zugunsten der Foxcroft Academy. Die Treuhänder der Academy verkauften das Land für einunddreißig Cent pro Acre. Der südliche Teil wurde durch den Staat verkauft, hier waren die Grundstücke kleiner, doch der Boden soll zu den besten Böden in Maine gehören. Am 12. Februar 1834  wurde das Gebiet als Town organisiert. Zuvor wurde es als Township No. 5, Second Range North of Bingham's Penobscot Purchase (T5 R2 NBPP) und Foxcroft Academy Grant verwaltet.

### Einwohnerentwicklung
| Volkszählungsergebnisse – Town of Springfield, Maine | Volkszählungsergebnisse – Town of Springfield, Maine | Volkszählungsergebnisse – Town of Springfield, Maine | Volkszählungsergebnisse – Town of Springfield, Maine | Volkszählungsergebnisse – Town of Springfield, Maine | Volkszählungsergebnisse – Town of Springfield, Maine | Volkszählungsergebnisse – Town of Springfield, Maine | Volkszählungsergebnisse – Town of Springfield, Maine | Volkszählungsergebnisse – Town of Springfield, Maine | Volkszählungsergebnisse – Town of Springfield, Maine | Volkszählungsergebnisse – Town of Springfield, Maine |
| Jahr                                                 | 1800                                                 | 1810                                                 | 1820                                                 | 1830                                                 | 1840                                                 | 1850                                                 | 1860                                                 | 1870                                                 | 1880                                                 | 1890                                                 |
| ---------------------------------------------------- | ---------------------------------------------------- | ---------------------------------------------------- | ---------------------------------------------------- | ---------------------------------------------------- | ---------------------------------------------------- | ---------------------------------------------------- | ---------------------------------------------------- | ---------------------------------------------------- | ---------------------------------------------------- | ---------------------------------------------------- |
| Einwohner                                            |                                                      |                                                      |                                                      |                                                      | 546                                                  | 583                                                  | 854                                                  | 879                                                  | 878                                                  | 677                                                  |
| Jahr                                                 | 1900                                                 | 1910                                                 | 1920                                                 | 1930                                                 | 1940                                                 | 1950                                                 | 1960                                                 | 1970                                                 | 1980                                                 | 1990                                                 |
| Einwohner                                            | 532                                                  | 459                                                  | 497                                                  | 451                                                  | 442                                                  | 414                                                  | 426                                                  | 336                                                  | 443                                                  | 406                                                  |
| Jahr                                                 | 2000                                                 | 2010                                                 | 2020                                                 | 2030                                                 | 2040                                                 | 2050                                                 | 2060                                                 | 2070                                                 | 2080                                                 | 2090                                                 |
| Einwohner                                            | 379                                                  | 409                                                  | 293                                                  |                                                      |                                                      |                                                      |                                                      |                                                      |                                                      |                                                      |

## Kultur und Sehenswürdigkeiten

### Bauwerke
In Springfield wurde ein Bauwerk unter Denkmalschutz gestellt und ins National Register of Historic Places aufgenommen.
- Springfield Congregational Church, 1978 unter der Register-Nr. 78000193.[10]

## Wirtschaft und Infrastruktur

### Verkehr
Zentral durch das Gebiet von Springfield verläuft in westöstlicher Richtung die Main State Route 6. Von ihr zweigt in nördliche Richtung die Maine State Route 169 ab.

### Öffentliche Einrichtungen
In Springfield gibt es keine medizinischen Einrichtungen oder Krankenhäuser. Nächstgelegene Einrichtungen für die Bewohner von Springfield befinden sich in Lincoln und Howland.
Springfield verfügt über keine eigene Bücherei. Die nächstgelegenen Büchereien befinden sich in Lincoln, Mattawamkeag und East Millinocket.

### Bildung
Springfield gehört mit Lee, Webster und Winn zum MSAD 30 und bildet mit Baileyville, Cooper, Grand Lake Stream, Meddybemps, Princeton, Talmadge, Waite, Lakeville, Carroll Plantation, Macwahoc Plantation und Reed Plantation das Eastern Maine Area School System – AOS 90. Neben anderen Aufgaben gehört speziell die Bildung zu den Organisationsaufgaben des Bezirks. Im Schulbezirk werden folgende Schulen angeboten:
- Lee Winn Elementary School in Winn, mit Schulklassen von Kindergarten bis zum 4. Schuljahr
- Woodland Elementary School in Baileyville, mit Schulklassen von Pre-Kindergarten bis zum 6. Schuljahr
- Princeton Elementary School in Princeton, mit Schulklassen von Pre-Kindergarten bis zum 8. Schuljahr
- East Range II CSD School in Topsfield, mit Schulklassen von Pre-Kindergarten bis zum 8. Schuljahr
- Mt. Jefferson Jr. High School in Lee, mit Schulklassen vom 5. bis zum 8. Schuljahr
- Woodland Jr – Sr High School in Baileyville, mit Schulklassen vom 8. bis zum 12. Schuljahr

Zudem die private High School Lee Academy, die 1845 gegründet wurde und auch einen Internatsteil besitzt.

## Persönlichkeiten

### Söhne und Töchter der Stadt
- Alvin O. Lombard (1856–1937), Erfinder und Unternehmer (siehe Lombard Steam Log Hauler)